# Вийерс ла Вил
Вийерс ла Вил (на френски: Villers-la-Ville) е селище в Централна Белгия, окръг Нивел на провинция Валонски Брабант. Населението му е около 9600 души (2006).